# Scooby's All-Star Laff-A-Lympics
Scooby's All-Star Laff-A-Lympics is een zaterdagochtendshow geproduceerd door Hanna-Barbera Productions. De show werd uitgezonden ABC. De show bestond uit een aantal losse series, waaronder de derde incarnatie van Scooby-Doo.

## Eerste seizoen
Het eerste seizoen van de serie liep van 10 september 1977 t/m 2 september 1978.
De series in dit seizoen waren:
- The Scooby-Doo Show
- Laff-A-Lympics
- Dynomutt, Dog Wonder (hernoemd tot The Blue Falcon & Dynomutt)
- Captain Caveman and the Teen Angels

## Tweede seizoen
In seizoen 2 werd de naam van de show veranderd naar Scooby's All-Stars, en werden de afleveringen ingekort tot 90 minuten. Dit omdat de serie Dynomutt, Dog Wonder wegviel uit de programmering.
Het tweede seizoen werd uitgezonden van 9 september 1978 t/m 8 september 1979

## Herhaling
Van 12 juni 1980 t/m 1 november 1980 werden de "Laff-A-Lympics" filmpjes, waar Scooby-Doo ook een rol in speelde, nogmaals uitgezonden. Deze herhaling gebeurde onder de verzamelnaam Scooby's Laff-A-Lympics.

## Stemmen
- Don Messick - Scooby-Doo
- Casey Kasem - Shaggy Rogers
- Frank Welker - Fred
- Pat Stevens - Velma
- Heather North – Daphne
- Julie Bennett - Cindy Bear
- Joe Besser - Babu
- Mel Blanc - Captain Caveman, Speed Buggy, Barney Rubble
- Daws Butler - Yogi Bear, Augie Doggie, Blabber, Dirty Dalton, Dixie, Grape Ape, Hokey Wolf, Huckleberry Hound, Mr. Jinxs, Quick Draw McGraw, Scooby-Dum, Snagglepuss, Snooper, Wally Gator
- Henry Corden - Fred Flintstone
- Scatman Crothers - Hong Kong Phooey
- Bob Holt - Grape Ape, Dinky Dalton, Orful Octopus
- Casey Kasem - Shaggy
- Don Messick - Scooby-Doo, Boo-Boo, Creeply Jr., Dastardly Dalton, Mr. Creeply, Mumbly, Pixie
- Gary Owens - Blue Falcon
- Laurel Page - Taffy, Mrs. Creeply
- Marilyn Schreffler - Brenda, Daisy Mayhem
- John Stephenson - Dread Baron, the Great Fondoo, Doggie Daddy
- Vernee Watson - Dee Dee
- Jimmy Weldon - Yakky Doodle
- Frank Welker - Dynomutt, Jabberjaw, Magic Rabbit, Mildew Wolf, Sooey the Pig, Tinker